# Tchien-čchin
Projekt Tchien-čchin (čínsky pchin-jinem Tiānqín jìhuà, znaky zjednodušené 天琴计划) je navrhovaný vesmírný detektor gravitačních vln skládající se ze tří kosmických lodí na oběžné dráze Země. Projekt Tchien-čchin vede profesor Luo Ťün, rektor Sunjatsenovy univerzity, a sídlí v kampusu univerzity ve městě Ču-chaj. Stavba s projektem související infrastruktury zahrnující výzkumné budovy, ultra-tiché podzemní laboratoře a pozorovací centrum, začala v březnu 2016. Cena projektu se odhaduje na 2,3 miliardy USD, přičemž předpokládané datum startu (podle plánů z roku 2016) mělo být mezi roky 2025 a 2030.
Název projektu kombinuje čínská slova tchien (天), což znamená obloha nebo nebe, a čchin (琴), což je strunný nástroj. Název se vztahuje k metaforickému pojetí gravitačních vln jako „vibrujících strun“ tím, že způsobí výkyvy ve 100 000 km dlouhém laserovém paprsku táhnoucím se mezi každou ze tří kosmických lodí detektoru. 